# Hugh Tyrrel
Hugh Tyrrel (in anglo-normanno: Huge Tyrel; ... – Selincourt, 1199) è stato un nobile e cavaliere medievale normanno.
Era un discendente di Walter Tyrrel(1065-1100), che è noto per essere stato l'assassino del re Guglielmo II d'Inghilterra, Ebbe un ruolo importante nell'invasione normanna dell'Irlanda al seguito di Riccardo di Clare, II conte di Pembroke, nel 1169 e, in seguito, diventando il primo barone di Castleknock. Prese parte alla Terza crociata nel 1173, quando già era noto come il "vecchio Hugh Tyrrel".

## Biografia
Nel 1169, era al seguito di Riccardo di Clare, detto Strongbow quando invase l'Irlanda per conto di Enrico II d'Inghilterra e nel 1172 era il braccio destro di Hugh de Lacy, signore di Meath, che gli conferì la baronia di Castleknock. Lì, costruì il castello di Castleknock, forse sul sito di una precedente fortificazione. Verso il 1170, suo fratello Walter morì, e Hugh gli successe alla testa dei dominii del padre.
Quando de Lacy lasciò l'Irlanda per unirsi al re in Francia, fece di Tyrrel Constable del castello di Trim. Nel 1173 la signoria di Meath fu invasa da Ruaidri Ua Conchobair, alto re d'Irlanda, e il castello di Trim fu assediato. Tyrrell chiamò Strongbow in suo aiuto, ma poi Ruaidri Ua Conchobair si ritirò e Tyrell poté riprendere il controllo sulle terre, rinforzando le difese del castello.
Nonostante la loro precedente amicizia, nel 1185 de Lacy accusò Tyrrel di aver depredato il monastero di Armagh e portato via i suoi oggetti di valore. Ciononostante, Tyrrel era riconosciuto come benefattore di case religiose: in particolare aveva fatto una sostanziale concessione di terre nell'attuale Phoenix Park all'Ordine di San Giovanni di Gerusalemme, la cui casa irlandese era a Kilmainham.
Partecipò alla Terza Crociata, durante la quale era conosciuto come "il cavaliere greco". Era presente all'assedio di San Giovanni d'Acri del 1189-1191. Morì a Selincourt (oggi Hornoy-le-Bourg) in Piccardia nel 1199. 

## Discendenza
Si è sposato due volte: prima con Isabel de Vignacourt e poi con Marie de Sennarpont. Ha avuto figli da entrambi i matrimoni, tra cui Riccardo, secondo barone di Castleknock.